# 岩崎大昇
岩崎大昇（日语：／ Iwasaki Taishō ，2002年8月23日—），是神奈川縣横滨市出身的偶像、歌手、演員。出生於栃木縣宇都宮市，身高175公分，血型O型。隸屬於STARTO ENETERTAINMENT，是旗下小傑尼斯團體「KEY TO LIT」的成員。

## 簡歷
- 2015年5月2日，加入傑尼斯事務所，以小傑尼斯的身份開始活動。
- 2015年10月，在「Myojo」雜誌上發表為HiHi Jets的成員[4]。
- 2016年3月－7月，與高橋優斗、今野大輝、松井奏、佐佐木大光、和田優希組成Classmate J[5]。
- 2016年11月23日，與藤井直樹、那須雄登、浮所飛貴、佐藤龍我，組成「東京B少年」（後來改名為「Sexy美少年」、「美 少年」）。
- 2020年11月，在音樂劇《ELF The Musical》中首次擔任單獨主演[6]。
- 2025年2月16日，小傑尼斯組合重組，與井上瑞稀、中村嶺亞、豬狩蒼彌、佐佐木大光組成「KEY TO LIT」。

## 人物
- 家族構成為父母和姊姊的4人家族。
- 尊敬的前輩為木村拓哉、以及嵐的二宮和也。
- 歌唱能力被評價不錯。
- 被強尼·喜多川稱呼為「將軍」的綽號（Taisho音似日文，也就是將軍的意思）[1]。

## 演出

### 電視劇
- 戀之病與笨蛋組（2019年7月20日 － 9月21日，BS日本） － 主演・六反田陽汰[7]
  - 戀之病與笨蛋組 season2（2022年1月25日 － 3月29日，日本電視台） － 主演・六反田陽汰
- 盛夏的少年～19452020（2020年7月31日 － 9月18日，朝日電視台） － 主演・風間龍二[8]
- The High School Heroes（2021年7月31日 － 9月18日，朝日電視台） － 主演・真中大成[9][10]
- 金田一少年之事件簿（2022年4月24日 － 7月3日，日本電視台） － 飾演 佐木龍太
- 朋友遊戲R4 第3話 - 最終話（2022年8月6日 － 9月10日，朝日電視台） － 主演 門倉十藏
- 春日苦短少年戀愛吧。（2023年4月25日 － 6月27日，日本電視台） － 主演・日高太陽
- 愛知電視台開局40周年記念電視劇「秀吉、在新創企業工作」（2023年9月9日，東京電視台）－ 主演・豐臣秀吉（與 曾田陵介雙主演）

### 動畫
- 蠟筆小新「『裸體少年』來了」（2019年8月2日，朝日電視台） - 飾演 本人[11]

### 舞台劇
- 少年們 還有，然後……（2018年9月7日 － 28日，日生劇場）[12]
- ELF The Musical（2020年11月12日 - 22日，新國立劇場 中劇場） - 主演・バディ（buddy）[13]

### 電視節目
- Jr.選拔! 標誌之路（2018年7月2・9・11・16日，日本電視台） － 主演・金牛座O型的岩崎大昇 / 獅子座A型的岩崎大昇[14]
- 痛快TV 暢快JAPAN『戀愛的化學反應』（2021年1月25日，富士電視台） - 飾演 成瀬樹[15]

## 外部連結
- 岩崎大昇 个人简介 （页面存档备份，存于）- ISLAND TV
- Johnny's Jr. （页面存档备份，存于） --Johnny's net
- Johnny's Jr. 频道 （页面存档备份，存于）-YouTube